# Anna Rimbaut-Borrel
Pour les articles homonymes, voir Borrel.
Anna Rimbaut-Borrel est une peintre française née à Paris le 9 mars 1817 et morte dans la même ville le 13 octobre 1842. Artiste de la période romantique, elle expose au Salon de 1837 à 1842 des peintures d'histoire inspirées des romans de l'époque.

## Biographie
Née à Paris le 9 mars 1817 et baptisée le lendemain dans l'église de Saint-Germain-des-Prés, Anne Borrel est la fille de Jean-Baptiste Louis Borrel et de son épouse Victoire Unité (Annette) Bertran. Elle étudie la peinture auprès de Charles de Steuben.
Le 16 juin 1838, elle épouse, à l'âge de 21 ans, Henri Louis Rimbaut, un employé de banque âgé de 23 ans. L'union est de courte durée : l'époux meurt à Auteuil le 11 juillet 1841.
Anna Rimbaut-Borrel meurt à son domicile parisien du 19, rue de Condé, le 13 octobre 1842, à l'âge de 25 ans.
Son portrait, peint par sa condisciple Irma Martin, qui avait, comme elle, été élève de Steuben, est présenté au Salon de 1843 ; le critique Étienne Toussaint Huard le juge « d'une bien grande ressemblance ».

## Œuvre

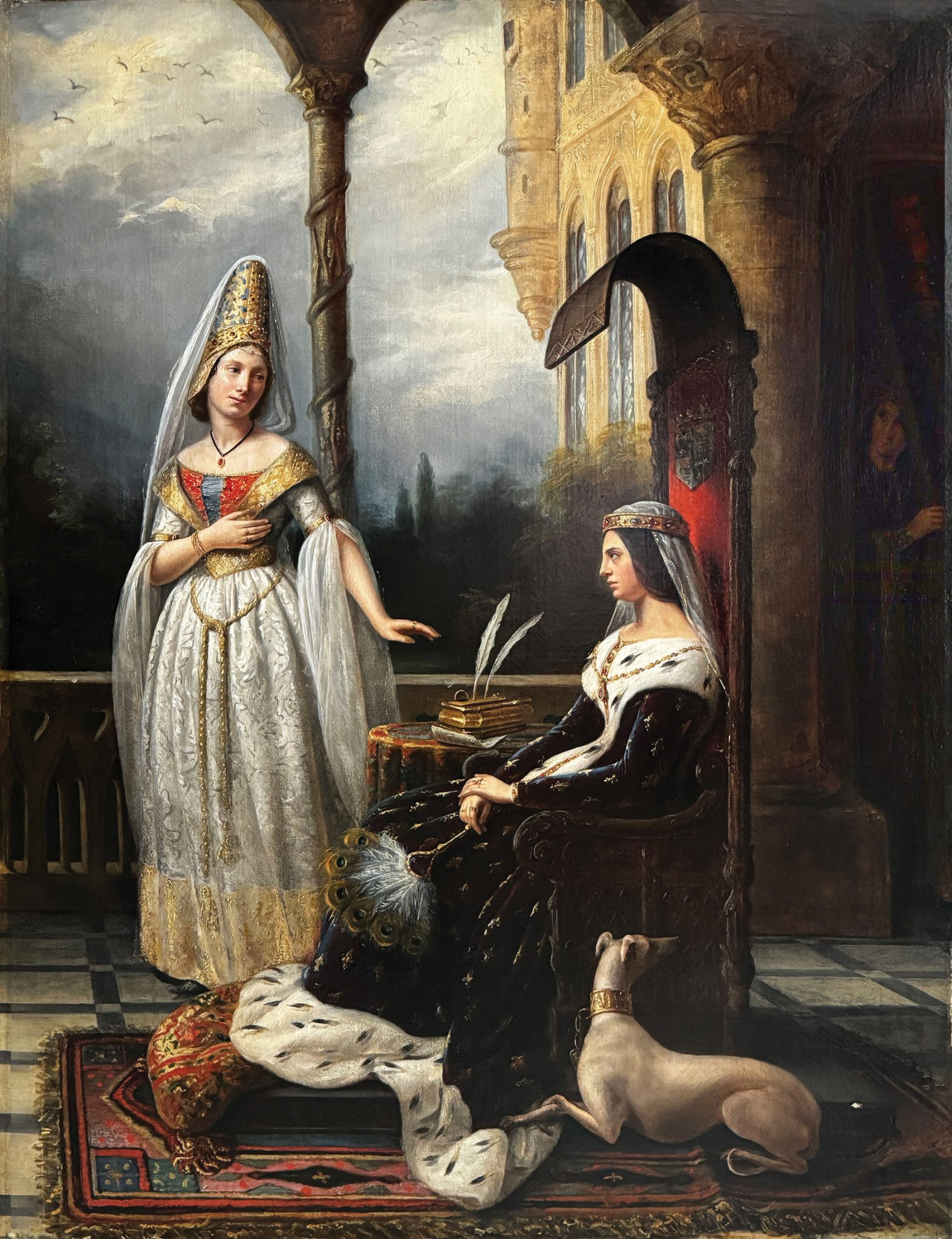
Valentine de Milan et Odette de Champdivers, Salon de 1838 (collection privée)

### Envois aux Salons
- Une religieuse ; étude, Salon de 1837 (no 160)[9].
- Valentine de Milan et Odette de Champdivers, d'après le roman Isabel de Bavière (1835) d'Alexandre Dumas, 1838, huile sur toile, 94 × 69 cm[10]; Salon de 1838 (no 157)[11].
- Jeanie Deans (en) chez Reuben Butler, d'après le roman La Prison d’Édimbourg (The Heart of Midlothian) de Walter Scott; Salon de 1838 (no 158)[12] ; gravé par George Maile.
- Le Général Marceau et Blanche de Beaulieu, d'après la nouvelle La Rose Rouge (1831) d'Alexandre Dumas; Salon de 1839 (no 1791)[13].
- Catherine de Médicis et Marie Stuart chez Nostradamus, d'après une « chronique du XVIe siècle », Salon de 1840 (no 402)[14] ; gravé par Damours et publié dans le Journal des Demoiselles en 1840.
- Portrait de Mlle Marie de L***, peinture refusée au Salon de 1840[15].
- Arrestation d'Effie Deans, d'après le roman La Prison d’Édimbourg (The Heart of Midlothian) de Walter Scott; Salon de 1841 (no 1694)[16].
- Ondine et Huldebrand, d'après Ondine, conte de Friedrich de La Motte-Fouqué (1811), traduit de l'allemand par Isabelle de Montolieu (1818) ; Salon de 1842 (no 1608)[17].

### Collections publiques
- La Vierge au chapelet, 1840-1841, huile sur toile, copie de La Vierge et l'enfant (dite aussi Vierge au rosaire ou Vierge au chapelet) de Murillo alors exposée au musée du Louvre (transférée au musée Goya de Castres depuis 1949[18]); commande d'État pour une église de Sancerre; dépôt à la mairie de Sancerre[19],[20].
- Saint Pierre aux pieds du Christ après la pêche miraculeuse, 1842, huile sur toile, copie d'après un modèle non identifié, commande d'État pour une église de Guînes, dépôt à la mairie de Guînes[21],[22].

### Autres
- Mort de Charles IX, copie du tableau de Raymond Quinsac Monvoisin (Salon de 1835, no 1585, conservé au musée Fabre, Montpellier, inv. 2012.19.107[23]), huile sur toile, 82 × 112 cm, non daté[24],[25].

Œuvres d'Anna Rimbaut-Borrel
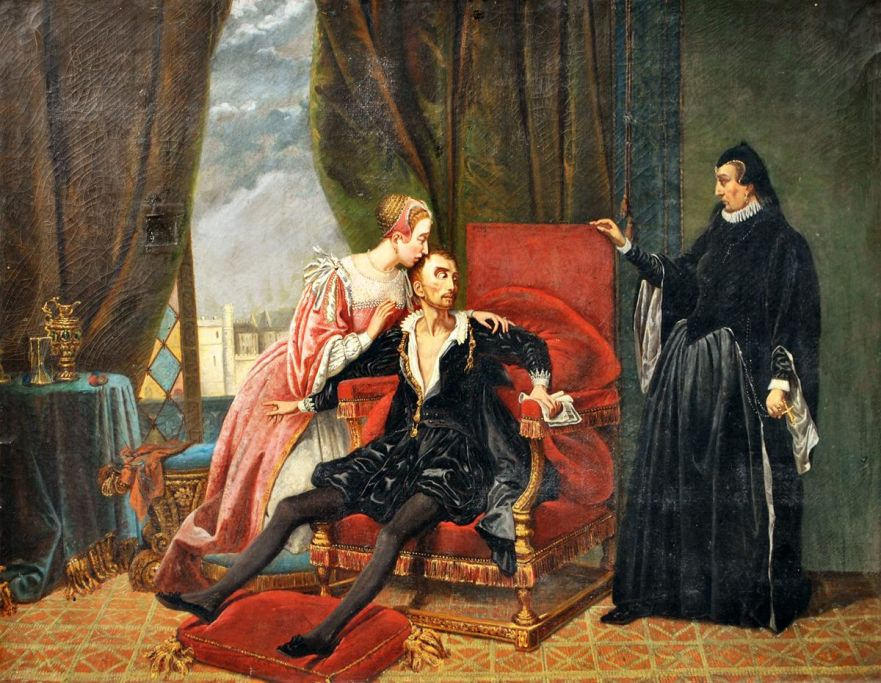
Mort de Charles IX (1834) d'après Raymond Quinsac Monvoisin.
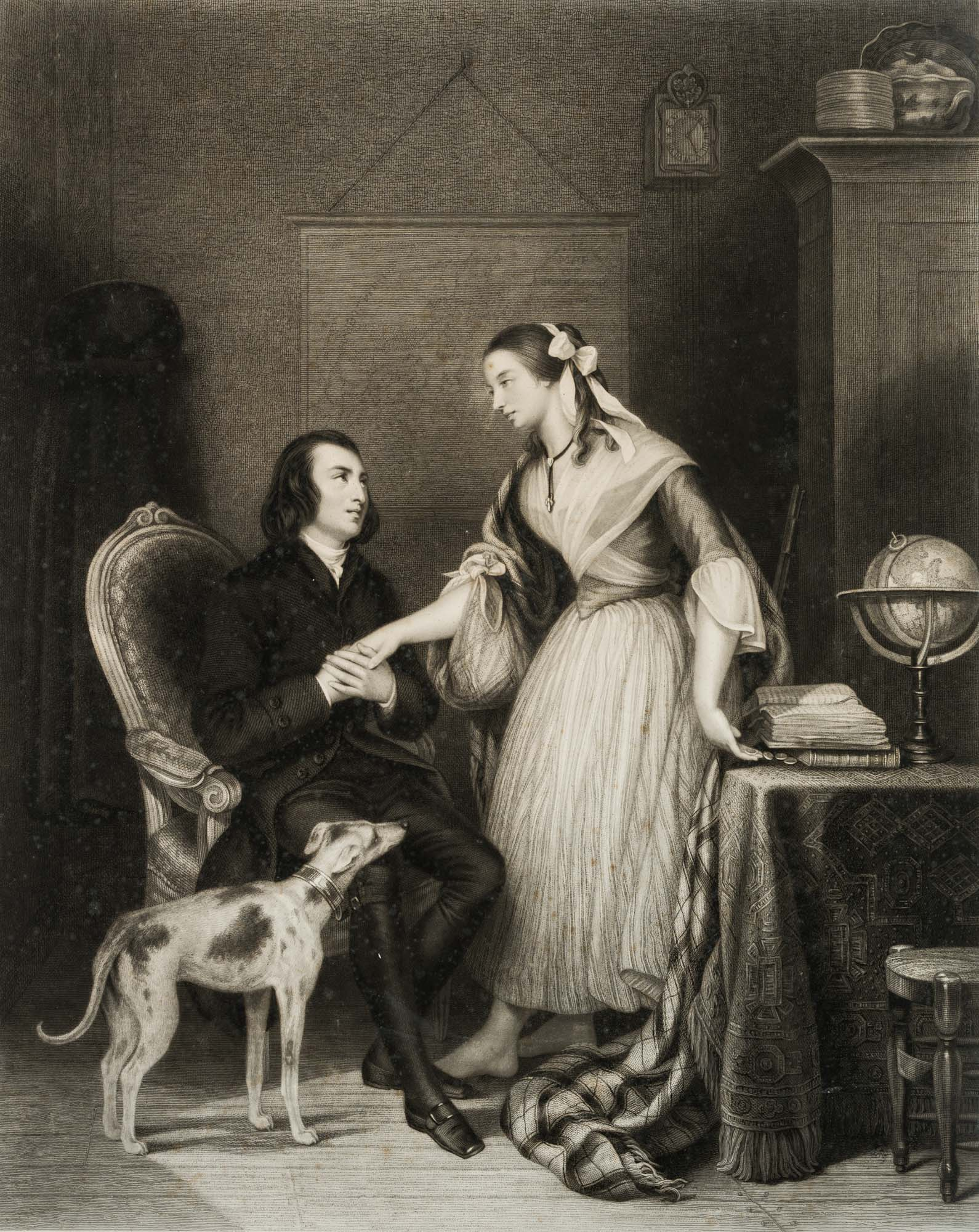
Jeanie Deans chez Reuben Butler, 1841, gravure de George Maile d'après Rimbaut-Borrel.
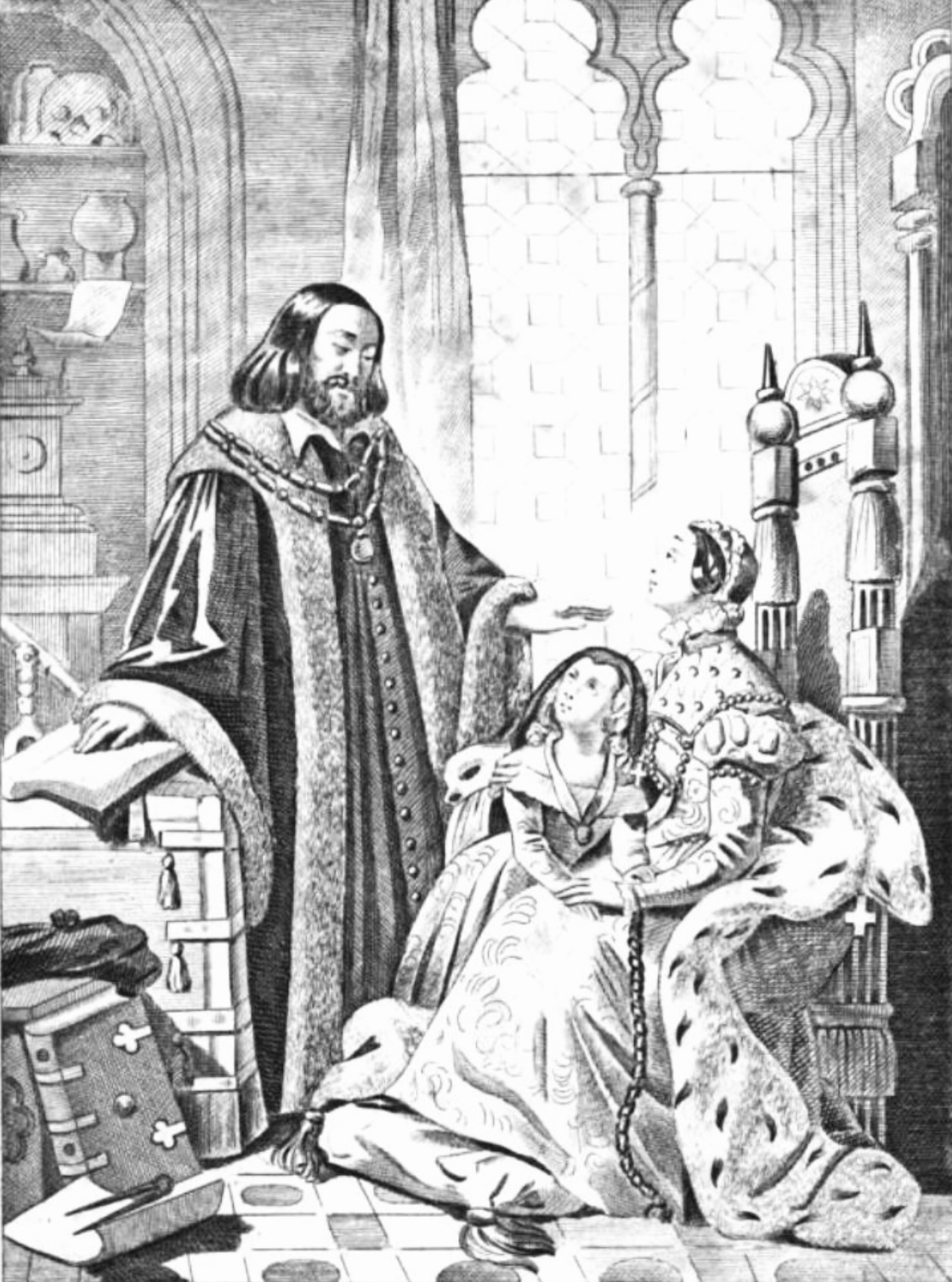
Catherine de Médicis et Marie Stuart chez Nostradamus (1840), gravure de Damours d'après Rimbaut-Borrel.